# Rio Bârsa (Someș)
O Rio Bârsa é um rio da Romênia afluente do Rio Someş, localizado no distrito de Sălaj.